# Alvito (Italië)
Alvito is een gemeente in de Italiaanse provincie Frosinone (regio Latium) en telt 2.650 inwoners (1 januari 2018). De gemeente ligt in het Nationaal park Abruzzo, Lazio e Molise.

## Geschiedenis
Alvito heette in de Romeinse tijd Albitum. De plaats is in bezit geweest van de Abdij van Monte Cassino, de graven van Aquino en de familie Cantelmo. Alvito was de zetel van een hertogdom dat in 1454 werd gecreëerd aan de grenzen van het koninkrijk Napels. Tijdens de machtsstrijd tussen het huis Anjou en Alfons V van Aragón koos Alvito de kant van Anjou. Later kwam de plaats in handen van de familie Gallio.

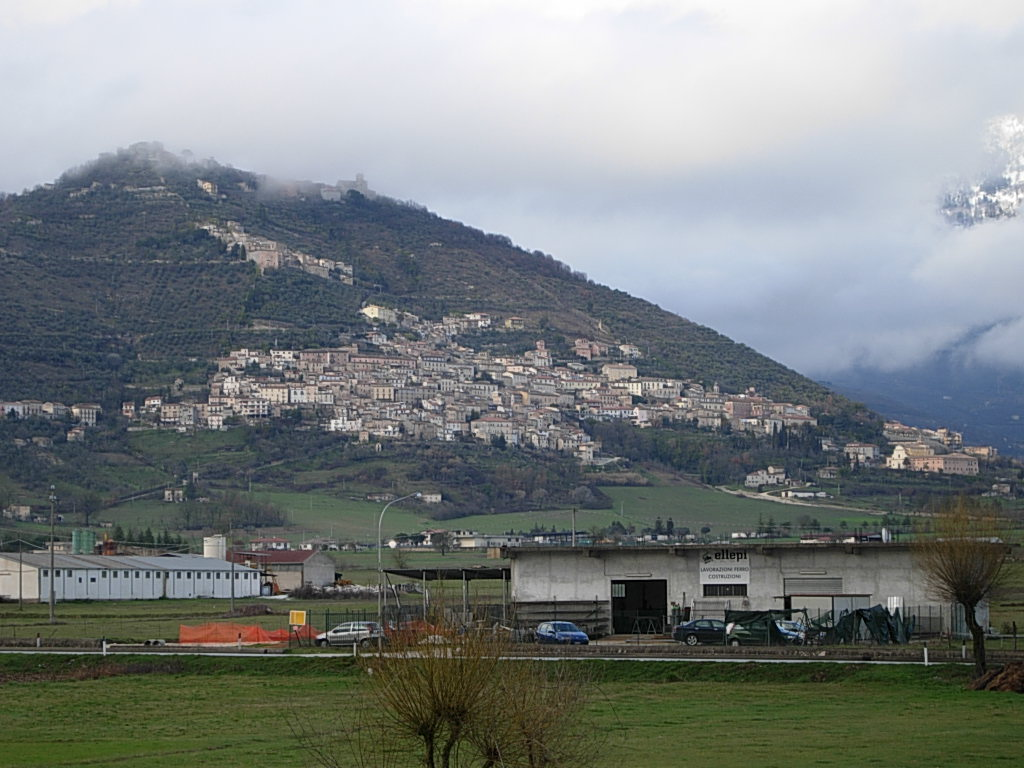
Alvito

## Bezienswaardigheden
Het dorp bestaat uit drie delen: La Rocca (het fort), Il Peschio, en Il Borgo Basso, omgeven door stadsmuren. Het Palazzo Ducale (ook Palazzo Gallio genoemd) is eind 16e/begin 17e eeuw in renaissancestijl gebouwd door Tolomeo Gallio.
De San Simeone dateert uit de 16e eeuw en heeft een romaanse klokkentoren.
Het voormalige klooster San Nicola is in 1915 bij een aardbeving verwoest maar werd in 1934 weer opgebouwd.

## Geboren
Alvito is de geboorteplaats van onder andere:
- Mario Equicola, humanist uit de renaissance.
- Antonio Fazio, voormalig gouverneur van de Banca d'Italia, de Italiaanse centrale bank.
- Erminio Sipari, grondlegger en eerste voorzitter van het Nationaal park Abruzzo.

Acquafondata · Acuto · Alatri · Alvito · Amaseno · Anagni · Aquino · Arce · Arnara · Arpino · Atina · Ausonia · Belmonte Castello · Boville Ernica · Broccostella · Campoli Appennino · Casalattico · Casalvieri · Cassino · Castelliri · Castelnuovo Parano · Castro dei Volsci · Castrocielo · Ceccano · Ceprano · Cervaro · Colfelice · Colle San Magno · Collepardo · Coreno Ausonio · Esperia · Falvaterra · Ferentino · Filettino · Fiuggi · Fontana Liri · Fontechiari · Frosinone · Fumone · Gallinaro · Giuliano di Roma · Guarcino · Isola del Liri · Monte San Giovanni Campano · Morolo · Paliano · Pastena · Patrica · Pescosolido · Picinisco · Pico · Piedimonte San Germano · Piglio · Pignataro Interamna · Pofi · Pontecorvo · Posta Fibreno · Ripi · Rocca d'Arce · Roccasecca · San Biagio Saracinisco · San Donato Val di Comino · San Giorgio a Liri · San Giovanni Incarico · San Vittore del Lazio · Sant'Ambrogio sul Garigliano · Sant'Andrea del Garigliano · Sant'Apollinare · Sant'Elia Fiumerapido · Santopadre · Serrone · Settefrati · Sgurgola · Sora · Strangolagalli · Supino · Terelle · Torre Cajetani · Torrice · Trevi nel Lazio · Trivigliano · Vallecorsa · Vallemaio · Vallerotonda · Veroli · Vicalvi · Vico nel Lazio · Villa Latina · Villa Santa Lucia · Villa Santo Stefano · Viticuso
1. ↑  https://demo.istat.it/?l=it.